# Le Nain (fratelli)

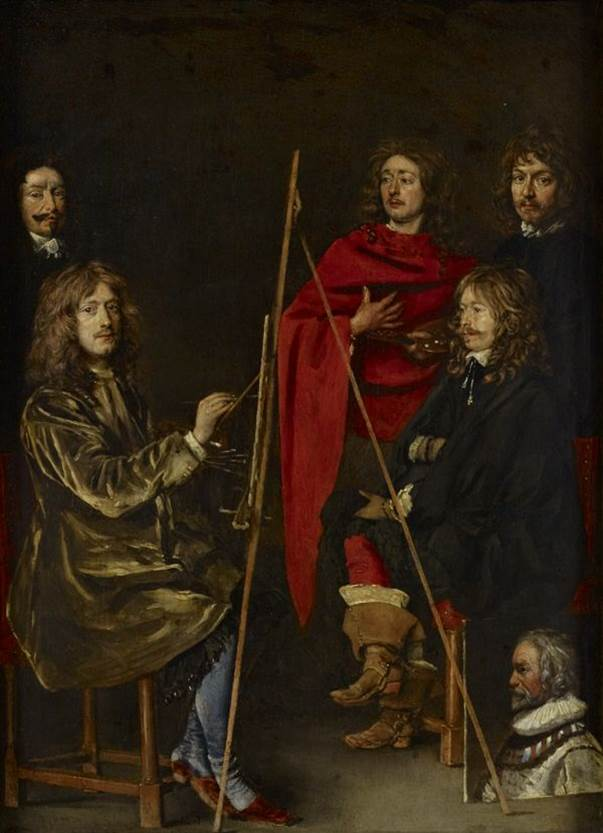
Antoine Le Nain, L'atelier, presunto ritratto di Antoine stesso e dei suoi due fratelli

I tre fratelli Le Nain, o Lenain, originari di Laon ma attivi a Parigi, condivisero il mestiere di pittore nel XVII secolo. Per il fatto di essere molto simili nello stile, collaborare vicendevolmente e del firmarsi sovente con il solo cognome, è difficile attribuire l'esatta paternità di ogni loro opera. Nella letteratura artistica sono perciò spesso citati collettivamente.
I loro nomi sono:
- Antoine Le Nain (Laon, 1599 ? – Parigi, 25 maggio 1648);
- Louis Le Nain (Laon, 1593 – Parigi, 23 maggio 1648);
- Mathieu Le Nain  (Laon, 1607 – Parigi, 20 aprile 1677).